# Melaloncha deinocerca
Melaloncha deinocerca är en tvåvingeart som beskrevs av Borgmeier 1960. Melaloncha deinocerca ingår i släktet Melaloncha och familjen puckelflugor. Inga underarter finns listade i Catalogue of Life.